# Flughafen Húsavík

i8
i11
i13
Der Flughafen Húsavík (isländisch Húsavíkurflugvöllur, IATA-Code: HZK, ICAO-Code: BIHU) ist ein Flugplatz im Nordosten von Island.
Er liegt im Aðaldalur östlich des Norðausturvegurs  und westlich der Laxá í Aðaldal, dem Abfluss vom Mývatn.
Das Abfertigungsgebäude und der größte Teil des Flughafens Húsavík gehören zu der Gemeinde Norðurþing.
Etwa ein Drittel der Start- und Landebahn liegt in der Gemeinde Þingeyjarsveit.
Die Stadt Húsavík ist über den Flugvallarvegur í Aðaldal 858 und den Norðausturvegur  in 11 km Entfernung zu erreichen.
Im Sommer 1956 war der Baubeginn und der Flughafen wurde im Dezember 1957 in Betrieb genommen.
Im Jahr 1986 wurde das neue Abfertigungsgebäude eröffnet.

## Fluggesellschaften und Flugziele
| Fluggesellschaft | Flugziele |
| ---------------- | --------- |
| Eagle Air        | Reykjavík |

Die isländische Fluggesellschaft Eagle Air verbindet diesen Flughafen mit Reykjavík auf 7 Flügen an 5 Tagen pro Woche.(Stand: September 2023)
Die Flugzeit von und nach Reykjavík beträgt 50 Minuten.